# Denis Stuart Scott O'Connor
Sir Denis Stuart Scott O'Connor, britanski general, * 1907, † 1988.